# AOFC Cup 2019
Der AOFC Cup 2019 war die zweite Austragung des Asien-Ozeanien-Cups im Floorball.

## Veranstaltungsort
Die Spiele des AOFC Cup 2017 fanden in Biñan in der Alonte Sports Arena statt.

## Modus
Der AOFC Cup wurde in zwei Gruppen gespielt. Hierbei zählte der direkte Vergleich vor der Tordifferenz. Die Gruppensieger waren automatisch für das Halbfinale gesetzt. Die Zweit- und Drittplatzierten spielten untereinander einen Viertelfinale, welches die restlichen zwei Gegner für die Halbfinals ermittelten. Die Verlierer des Viertelfinales spielten mit den Gruppenletzten um die Ränge 5 bis 8.

## Teilnehmer
In Klammern der aktuelle Weltranglistenplatz zu Beginn des Turniers.

### Gruppe A
- Thailand (14)
- Südkorea (21)
- Malaysia (25)
- Pakistan (-)

### Gruppe B
- Singapur (16)
- Japan (17)
- Philippinen (35)
- Indien (37)

## Gruppenspiele

### Gruppe A
| Platz | Land     | Sp | S | U | N | +  | -  | Pkt |
| ----- | -------- | -- | - | - | - | -- | -- | --- |
| 1.    | Thailand | 3  | 2 | 0 | 1 | 23 | 13 | 4   |
| 2.    | Südkorea | 3  | 2 | 0 | 1 | 28 | 13 | 4   |
| 3.    | Malaysia | 3  | 2 | 0 | 1 | 14 | 12 | 4   |
| 4.    | Pakistan | 3  | 0 | 0 | 3 | 5  | 32 | 0   |

| 7. Juli 2019 10:03 Uhr |  | Thailand | 6:7 (3:2, 0:3, 3:2) Spielbericht | Südkorea | Alonte Sports Arena, Biñan |

| 7. Juli 2019 13:00 Uhr |  | Malaysia | 5:1 (1:0, 1:1, 3:0) Spielbericht | Pakistan | Alonte Sports Arena, Binan Zuschauer: 133 |

| 8. Juli 2019 13:00 Uhr |  | Südkorea | 18:2 (9:0, 2:1, 7:1) Spielbericht | Pakistan | Alonte Sports Arena, Binan Zuschauer: 22 |

| 8. Juli 2019 13:00 Uhr |  | Thailand | 8:4 (2:1, 4:1, 2:2) Spielbericht | Malaysia | Alonte Sports Arena, Binan Zuschauer: 199 |

| 9. Juli 2019 10:00 Uhr |  | Pakistan | 2:9 (0:5, 1:2, 1:2) Spielbericht | Thailand | Alonte Sports Arena, Binan Zuschauer: 79 |

| 9. Juli 2019 13:00 Uhr |  | Südkorea | 3:5 (2:0, 0:3, 1:2) Spielbericht | Malaysia | Alonte Sports Arena, Binan Zuschauer: 175 |

### Gruppe B
| Platz | Land        | Sp | S | U | N | +  | -  | Pkt |
| ----- | ----------- | -- | - | - | - | -- | -- | --- |
| 1.    | Singapur    | 3  | 3 | 0 | 0 | 43 | 5  | 6   |
| 2.    | Philippinen | 3  | 2 | 0 | 1 | 12 | 24 | 4   |
| 3.    | Japan       | 3  | 1 | 0 | 2 | 13 | 21 | 2   |
| 4.    | Indien      | 3  | 0 | 0 | 3 | 12 | 30 | 0   |

| 7. Juli 2019 16:03 Uhr |  | Philippinen | 5:4 (1:1, 3:3, 1:0) Spielbericht | Indien | Alonte Sports Arena, Biñan |

| 7. Juli 2019 19:30 Uhr |  | Singapur | 10:1 (1:0, 5:1, 4:0) Spielbericht | Japan | Alonte Sports Arena, Binan Zuschauer: 100 |

| 8. Juli 2019 16:00 Uhr |  | Japan | 9:6 (4:2, 3:2, 2:2) Spielbericht | Indien | Alonte Sports Arena, Binan Zuschauer: 254 |

| 8. Juli 2019 19:00 Uhr |  | Singapur | 17:2 (2:0, 7:0, 8:2) Spielbericht | Philippinen | Alonte Sports Arena, Binan Zuschauer: 359 |

| 9. Juli 2019 16:00 Uhr |  | Pakistan | 2:16 (1:5, 0:8, 1:3) Spielbericht | Singapur | Alonte Sports Arena, Binan Zuschauer: 116 |

| 9. Juli 2019 13:00 Uhr |  | Japan | 3:5 (2:3, 0:2, 1:0) Spielbericht | Philippinen | Alonte Sports Arena, Binan Zuschauer: 271 |

## Playoffs

### Viertelfinale
| 10. Juli 2019 14:30 Uhr |  | Südkorea | 6:2 (4:1, 0:1, 2:0) Spielbericht | Japan | Alonte Sports Arena, Biñan Zuschauer: 148 |

| 10. Juli 2019 17:30 Uhr |  | Philippinen | 5:4 (2:1, 2:1, 1:2) Spielbericht | Malaysia | Alonte Sports Arena, Binan Zuschauer: 351 |

### Halbfinale
| 11. Juli 2019 16:00 Uhr |  | Singapur | 13:1 (4:0, 2:1, 7:0) Spielbericht | Südkorea | Alonte Sports Arena, Biñan Zuschauer: 457 |

| 11. Juli 2019 19:00 Uhr |  | Thailand | 13:7 (4:1, 3:2, 6:4) Spielbericht | Philippinen | Alonte Sports Arena, Binan Zuschauer: 555 |

### Spiel um Platz 3
| 12. Juli 2019 15:00 Uhr |  | Philippinen | 6:5 n. V. (1:2, 1:1, 3:2, 1:0) Spielbericht | Südkorea | Alonte Sports Arena, Biñan Zuschauer: 414 |

### Finale
| 12. Juli 2019 18:00 Uhr |  | Thailand | 1:17 (1:3, 0:5, 0:9) Spielbericht | Singapur | Alonte Sports Arena, Biñan Zuschauer: 475 |

## Platzierungsspiele

### Spiele um Platz 5 – 8
| 11. Juli 2019 10:00 Uhr |  | Pakistan | 2:10 (0:1, 1:3, 1:6) Spielbericht | Japan | Alonte Sports Arena, Biñan Zuschauer: 180 |

| 11. Juli 2019 13:00 Uhr |  | Indien | 9:10 n. V. (4:1, 4:5, 1:3, 0:1) Spielbericht | Malaysia | Alonte Sports Arena, Binan Zuschauer: 304 |

#### Spiel um Platz 7
| 12. Juli 2019 09:00 Uhr |  | Pakistan | 5:9 (2:2, 3:3, 0:4) Spielbericht | Indien | Alonte Sports Arena, Biñan Zuschauer: 55 |

#### Spiel um Platz 5
| 12. Juli 2019 12:00 Uhr |  | Japan | 9:5 (3:1, 5:2, 1:2) Spielbericht | Malaysia | Alonte Sports Arena, Biñan Zuschauer: 201 |

## Abschlussplatzierung
| Platz | Team        |
| ----- | ----------- |
| 1.    | Singapur    |
| 2.    | Thailand    |
| 3.    | Philippinen |
| 4.    | Südkorea    |
| 5.    | Japan       |
| 6.    | Malaysia    |
| 7.    | Indien      |
| 8.    | Pakistan    |